# 11:14
11:14 is een Canadees-Amerikaanse dramafilm uit 2003, geschreven en geregisseerd door Greg Marcks. Hierin komen vijf oorspronkelijk onafhankelijke gebeurtenissen op een avond om 23.14 uur allemaal samen. Elke daarvan raakt op een voor de betrokkenen misleidende, maar ingrijpende manier beïnvloed door een van de anderen.

## Verhaal
1. Jack Levine (Henry Thomas) heeft wat gedronken wanneer hij de telefoon ophangt. Hij heeft zijn vriendin verteld dat hij bijna bij haar is en rijdt die avond net Middleton binnen. Wanneer Levine de klok van zijn autoradio op 11.14 uur ziet springen, schrikt hij op van een harde klap tegen zijn voorruit, die meteen in elkaar zit. Een verkeersbord geeft nog aan dat hij net een oversteekplaats voor groot wild is gepasseerd en dat doet hem nog even hopen, maar voor zijn motorkap ligt het morsdode lichaam van een jongen. Hij laadt hem snel in een deken in zijn kofferbak en wil net wegrijden, wanneer een politieagent Hannagan (Clark Gregg) achter hem stopt. Die denkt in eerste instantie ook dat Levine een hert heeft geraakt, maar treft het lijk aan in zijn kofferbak. De dode jongen heet volgens zijn identiteitsbewijs Aaron Lewis (Blake Heron). Zijn hoofd zit compleet in elkaar. Hannagan doet de achterdeur van zijn politiewagen open om Levine mee te nemen, maar die vlucht het bos in. Wanneer de agent hem achterna gaat, nemen zijn andere arrestanten Duffy Nichols (Shawn Hatosy) en Buzzy (Hilary Swank) ook de benen. Levine komt aan bij het huisje van Norma (Barbara Hershey), die buiten op zoek is naar haar man Frank (Patrick Swayze). Ze is zojuist door de politie gebeld dat haar enige kind is aangereden. Wanneer ze ziet dat Levine nerveus wordt, telt ze één en één bij elkaar op en concludeert ze dat hij de dader is. Op dat moment achterhaalt Hannagan zijn arrestant. Terwijl hij Levine meeneemt, hoort die nog net dat Norma hem toeschreeuwt dat hij haar enige dochter van haar heeft afgenomen.
2. Op diezelfde avond zijn rond een uur of elf Tim (Stark Sands), Eddie (Ben Foster) en Mark (Colin Hanks) in Marks busje de weg opgegaan. Ze vermaken zich met dingen uit het raam gooien, tegen verkeersborden en andere auto's. Eddie besluit net voor 11.14 uur uit het raam van het rijdende busje te gaan plassen. Mark zit achter het stuur, maar draait boos om omdat Eddie zijn ramen bevuilt. Hierdoor ziet hij niet dat er voor hem een meisje de weg oploopt en rijdt haar in één klap dood. Ze willen uitstappen om te gaan kijken, maar haar vriend Duffy is er eerder. Hij trekt zijn geweer en schiet twee keer op het busje van de wegvluchtende jongens. Terwijl ze controleren of er iemand is geraakt, blijkt niemand een kogelwond te hebben. Tijdens de klap is Eddies penis niettemin geamputeerd door de rand van het raampje. Zijn geslacht ligt buiten op straat nabij het dode meisje. Tim gaat hiervoor terug, zodat ze Eddie in het ziekenhuis misschien nog compleet kunnen maken. Het is al ingepakt in ijs door de ter plekke aangekomen ambulance-broeders Leon (Jason Segel) en Kevin (Rick Gomez), maar hij steelt het uit hun wagen en komt ermee weg.
3. Frank laat die avond zijn hond Mulligan uit. Wanneer hij langs het plaatselijke kerkhof loopt, ziet hij een dode jongen liggen. Zijn hoofd is verpletterd met het stenen hoofd van een standbeeld. Vlakbij liggen de autosleutels van Cheri (Rachael Leigh Cook), zijn dochter. Omdat Frank niet wil dat zij opdraait voor de moord die ze schijnbaar gepleegd heeft, besluit hij het lijk weg te werken. Hij laadt het daarom in de kofferbak van zijn auto en rijdt naar een viaduct. Onderweg gooien drie jongens in een busje vanuit tegengestelde richting zijn voorruit vol troep. Aangekomen bij het viaduct, haalt hij het lijk uit zijn kofferbak en gooit het over de reling op de kruisende autoweg. Net wanneer Frank dat doet, komt Levine aanrijden, die het lijk op zijn voorruit krijgt.
4. Het is bijna elf uur 's avonds wanneer Duffy aankomt bij de supermarkt, die op het punt staat dicht te gaan. Hij wil met Buzzy praten, die achter de kassa staat. Duffy is die middag gebeld door zijn vriendin Cheri. Zij vertelde hem dat ze zwanger is. Duffy heeft daarom geld nodig voor een abortus maar heeft niets. Daarom wil hij dat Buzzy hem helpt een overval in scène te zetten, zodat hij het uit de kassa van de supermarkt mee kan nemen. Hoewel Duffy net de winkel heeft afgesloten, laten ze Mark en Eddie nog even binnen, die wat eten en drinken komen halen voor in de auto. Buzzy wil niet meewerken aan de overval. Ze is ervan overtuigd dat ze dat haar baas Lloyd nooit wijs kan maken en heeft haar baantje te hard nodig om geld te sparen voor haar zieke zus Melinda. Dan klopt Cheri aan. Ze wil Duffy spreken en gaat met hem naar het magazijn. Buzzy ziet Duffy's geweer liggen en begint ermee te spelen. Daardoor schiet ze per ongeluk de koelkast met drankjes kapot. Ook dat zou ze nooit uitgelegd krijgen aan Lloyd, waardoor ze er toch maar mee instemt om een overval in scène te zetten. Cheri gaat weg. Duffy haalt de kassa leeg. Wanneer hij buiten in zijn auto zit, ziet hij aan de overkant Cheri staan in haar auto. Ze stapt uit en steekt over om naar hem toe te komen. Midden op straat wordt ze afgeleid door haar telefoon. Een moment daarna rijden Mark, Tim en Eddie haar te pletter. Hannigan arriveert want hij was toevallig net in de buurt. Hij zet Duffy achterin. Hij concludeert dat die niets met het dodelijke verkeersslachtoffer te maken heeft, maar Duffy voldoet wel precies aan het profiel van de jongen die die avond de supermarkt heeft overvallen. Daarom moet hij toch mee. Buzzy blijkt daarbij inderdaad niet te kunnen liegen. Na de minste druk van Hannigan geeft ze toe dat de overval in scène was gezet, waardoor zij ook meemoet.
5. Cheri is eerder die avond thuis opgehaald door Aaron, de vriend die ze er naast Duffy op nahoudt. Ze gaat met allebei naar bed en heeft allebei de jongens wijsgemaakt dat de zwanger is geraakt. De jongens weten niet van elkaar. Van beide wil ze geld voor een abortus, die ze eigenlijk niet nodig heeft. In realiteit wil ze er met het geld vandoor gaan met Jack, haar derde vriend. Cheri heeft hem net aan de telefoon gehad en hij heeft haar verteld dat hij bijna bij haar is. Intussen gaat ze samen met Aaron naar het kerkhof. Ze hebben samen seks op een graf. Hij ligt op zijn rug met zijn hoofd tegen een zerk, terwijl zij op hem zit. Ze hebben allebei niet gezien dat er een stenen hoofd van een standbeeld op de zerk lag, die door hun bewegingen eraf valt en Aarons schedel vermorzelt. Omdat Cheri niet wil dat de waarheid aan het licht komt, zoekt ze Duffy op in de supermarkt. Ze herinnert zich dat die een eigen bowlingbal heeft en wil die uit zijn auto pikken en bij het lijk van Aaron achterlaten, zodat Duffy de schuld krijgt. Wanneer ze met de bowlingbal op het kerkhof komt, blijkt het lijk alleen verdwenen. Ze rent naar haar auto, maar die start niet. Aan de overkant staat Duffy niettemin in zijn auto en wenkt haar te komen. Ze loopt de weg op en raakt afgeleid door haar telefoon, waardoor ze het busje dat aan komt razen niet ziet.

## Rolverdeling
- Henry Thomas - Jack Levine
- Blake Heron - Aaron Lewis
- Barbara Hershey - Norma
- Clark Gregg - Politieman Hannagan
- Hilary Swank - Buzzy
- Shawn Hatosy - Duffy Nichols
- Stark Sands - Tim
- Colin Hanks - Mark
- Ben Foster - Eddie
- Patrick Swayze - Frank
- Rachael Leigh Cook - Cheri
- Jason Segel - Leon, ambulancebroeder
- Rick Gomez - Kevin, ambulancebroeder